# Feliks Edmundovich Dzerzhinsky
Feliks Edmundovich Dzerzhinsky (tiếng Nga: Феликс Эдмундович Дзержинский; Ba Lan: Feliks Dzierżyński [ˈfɛlʲiks dʑerˈʐɨɲskʲi] (11 tháng 9 [lịch cũ 30 tháng 8] năm 1877-20 tháng 7 năm 1926), là một nhà cách mạng Bolshevik Ba Lan và Nga và một chính khách Liên Xô.
Ông là thành viên của một số ủy ban cách mạng như Revkom Ba Lan cũng như một số vị trí quan chức Nga và Liên Xô. Dzerzhinsky được biết đến với việc thiết lập và phát triển các lực lượng cảnh sát bí mật của Liên Xô, phục vụ như giám đốc của họ từ năm 1917 đến năm 1926. Sau đó, ông là một thành viên của chính phủ Liên Xô lãnh đạo nhiều ủy ban, trong khi là giám đốc của công an mật vụ Liên Xô. Cheka chẳng bao lâu trở nên nổi tiếng với các vụ hành quyết tập thể, thực hiện đặc biệt là trong thời gian Khủng bố Đỏ và Nội chiến Nga. Cheka dưới sự lãnh đạo của Dzezhinsky đã xử bắn khi hàng ngàn đối thủ chính trị mà không cần xét xử trong các tầng hầm của nhà tù và ở những nơi công cộng. Đến tháng 7/1918, Dzerzhinsky giải thích như thế này: "Phải thành thực thừa nhận rằng chúng ta đại diện cho bạo lực có tổ chức. Bạo lực là tuyệt đối cần thiết trong các thời khắc cách mạng. Mục đích của chúng ta là chiến đấu chống lại các kẻ thù của chính quyền Xô viết và kẻ thù của trật tự đời sống mới. Chúng ta phải phán xử thật mau chóng". Vladimir Lenin công khai tuyên bố: "Điều khiến tôi ngạc nhiên là người ta cứ tru tréo về các khuyết điểm của Cheka...Điều quan trọng là Cheka đang trực tiếp thực hành chuyên chính vô sản và về mặt này, vai trò của họ là vô giá".

## Tượng lưu niệm

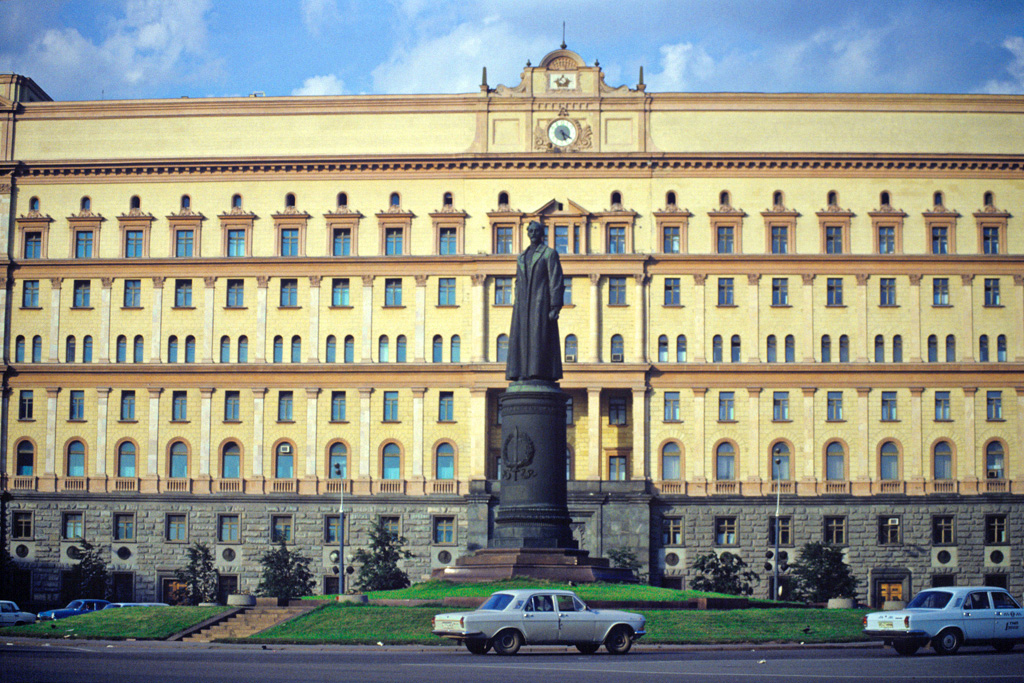
Bức tượng Dzerdzinsky sau khi rời khỏi Bộ Công an Liên Xô

### Nga
Một bức tượng nặng 11 tấn của Dzerdzinsky từng được đặt trước Bộ Công an Liên Xô nhưng sau bị kéo đi và đưa vào một công viên năm 1991.

### Ba Lan
Tại Ba Lan thời phụ thuộc vào Liên Xô (1945-1989), tên của Dzerzhinsky được đặt cho nhiều đường phố.
Nhưng sau 1990, các tên phố và tượng đài Dzerzhinsky bị bỏ.
Ngày nay, quan điểm khá phổ biến tại Ba Lan coi ông Dzerzhinsky là kẻ phản lại quyền lợi dân tộc Ba Lan và là 'Đồ tể Đỏ'.
Ngoài chuyện đem quân Liên Xô đánh Ba Lan năm 1920, Dzerzhinsky được cho là đóng vai trò chính trong các vụ tàn sát người Nga bị quy kết là 'phản cách mạng'.

### Việt Nam
Ngày 20/01/2017, Học viện Cảnh sát Nhân dân ở Hà Nội khánh thành Tượng nhà cách mạng Dzerzhinsky, người sáng lập cơ quan Công an Xã hội Chủ nghĩa đầu tiên trên thế giới với câu nói nổi tiếng: "Người cán bộ Công an phải có cái đầu lạnh, trái tim nóng và đôi bàn tay sạch." 